# Sancho de Tovar
Sancho de Tovar (Cevico de la Torre, c. 1470 — Lisboa, 1545) foi um nobre da corte em Castela, e depois na corte portuguesa.
Destacou-se como navegador e explorador à época dos descobrimentos portugueses. Foi um dos capitães da Armada que descobriu o Brasil em 1500 e, mais tarde, foi nomeado governador de Sofala, na costa leste da África, por Manuel I de Portugal (1495-1521).

## Biografia
Era filho de Juan de Tovar, que posteriormente alterou o nome para Martín Fernández de Tovar, e de D. Leonor de Vilhena, irmã do 1.º conde de Olivença. Martim Fernandes de Tovar foi fiel partidário de Henrique IV de Castela, da Casa de Transtamara, e à morte deste defendeu a sucessão do trono na sua filha D. Joana, a Excelente Senhora. Desse modo apoiou o casamento de Afonso V de Portugal (1438-1481) com a sobrinha, e toda a campanha do rei de Portugal na tentativa de colocar no trono de Castela D. Joana, a Excelente Senhora. Em 1499 terá sido condenado e executado por um regedor castelhano, a mando de Isabel. Sancho de Tovar teria recebido, no início do ano de 1500, a informação de que o pai fora morto em Castela. Sancho teria então partido para Castela, onde teria matado o Regedor que executara seu pai.
Regressou a Portugal e foi nomeado, por D. Manuel, segundo comandante da Armada da Índia, comandada por Pedro Alvares Cabral, que se fez ao mar em Março de 1500.
Ao comando da nau El-Rei avistou o Brasil em 22 de Abril. Sancho foi dos primeiros capitães a pisar terras brasileiras. Para a sua nau, a El-Rei, vieram dois índios Tupiniquim, que seriam recebidos por Pedro Álvares Cabral, juntamente com Sancho de Tovar, Simão de Miranda, Nicolau Coelho e Aires Correia; aos quais deram de comer e também vinho, e todos ficaram surpreendidos por eles não o apreciarem. 
Quando a armada de Cabral chegou à Índia, seu destino inicial, Tovar assumiu o comando da esquadra e protegeu Cabral dos ataques. Em 5 de Fevereiro de 1501, no regresso da Índia,  quando Sancho andava a explorar a costa e as origens do “ouro de Sofala”, a nau El-Rei encalhou na costa de Moçambique. As mercadorias e as pessoas foram transferidas para a nau de Luis Pires, que Sancho passou a comandar. A nau El-Rei foi incendiada para não cair nas mãos dos muçulmanos.
Em 1504 foi agraciado pelo Rei D. Manuel com a doação “de uma terra cercada de valados, no termo de Palmela, chamada Barra Cheia e lugares comarcãos – Azeitão, Barreiro, Coina e Mouta – com seus pinhais, fontes, terras, matos rotos e por romper e todas as outras pertenças como a El-Rei inteiramente pertenciam, para ele e todos seus descendentes”.

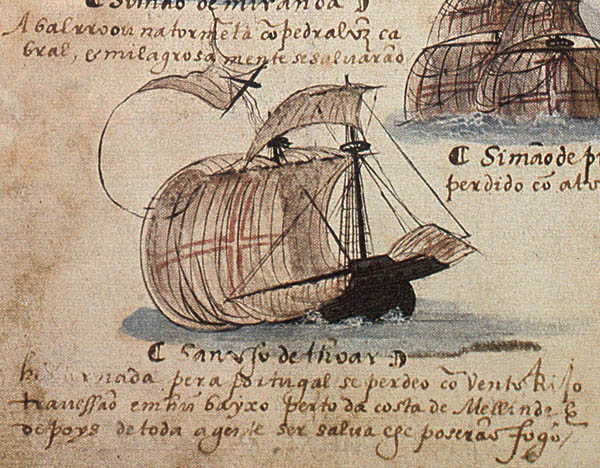
A nau El-Rei, comandada por Sancho de Tovar

Voltou a Sofala como governador por volta de 1504, onde esteve até 1505 deixando a fortaleza concluída. Regressou a Moçambique em 1512, onde exerceu novamente o cargo de Governador até 1515, altura em que regressou a Portugal.
Em Dezembro de 1517 é nomeado Governador de Sofala, embarcando na Armada de Diogo Lopes de Sequeira, que seguiu para a Índia com 1600 homens. Ficou em Moçambique onde esteve até 1521, termo da sua comissão.
Regressado a Portugal terá morrido por volta de 1545. Foi sepultado no Convento de São Francisco de Xabregas, entre a portaria e o claustro.      
Sancho de Tovar casou com Guiomar da Silva, filha do alcaide-mor de Porto de Mós, com quem teve três filhos:
- 1 - Pedro de Tovar, casou com  Brites de Oliveira e Silva, filha dos Senhores de Oliveira, tiveram 3 filhos:
  - Sancho de Tovar, Copeiro-Mor de D. Sebastião:
  - Isabel, que foi freira no Mosteiro da Rosa em Lisboa;
  - Antónia de Vilhena, foi Dama da Infanta D. Maria filha de D. João III, casou em 1550 com Rodrigo de Melo, alcaide-mor de Lamego e tiveram: Gomes de Melo e Maria de Melo. Casou segunda vez com Diego de Cárcamo y Figueroa, natural de Córdova, que veio para Portugal com o Infante D. Luis, que muito estimava e mais tarde foi apoiante de seu filho D. António I, Prior do Crato. Foram Senhores da Quinta de Barra-a-barra, no Lavradio. Tiveram: João Cárcamo, Senhor da Quinta de Barra-a-Barra; Diogo, baptizado na freguesia da Pena em 20 de julho de 1604;; Isabel de Vilhena, freira no Mosteiro da Rosa em Lisboa;  Rodrigo de Tovar, faleceu de tenra idade; Fernando de Tovar
  - Pedro Tovar teve ainda um filho fora do casamento: Francisco Tovar, que morreu no cerco de Chaúl, na Índia, e teve descendência que ficou pelo Oriente[Maria de Vilhena Tovar, casada por duas vezes, a primeira com Cristóvão de Mendonça, e a segunda com Simão de Silveira, irmão do conde de la Sortella;
- 2 - Leonor de Vilhena, casou com Antão de Faria, Alcaide-mor de Palmela, tiveram
  - Sancho de Faria, sucedeu a seu pai na Alcaidaria-mor de Palmela, casou com Antónia Faria, tiveram descendência.
  - Guiomar Silva, casou com Jorge de Menezes, senhor de Fermoselhe, tiveram descendencia.
  - Francisco de Faria, Comendador de Santiago.
  - Diogo de Faria.
  - Aires da Silva.
- 3 - Maria de Vilhena, casou a primeira vez com Cristóvão Furtado de Mendonça[ filho de Diogo Furtado de Mendonça, Alcaide-mor de Mourão e Anadel-mor de Besteiros, e de sua mulher, Brites Soares de Albergaria. È irmão de Joana Mendonça, Duquesa de Bragança, pelo casamento com D. Jaime, 4º Duque de Bragança. Maria e Cristóvão de Mendonça não tiveram descendência. Maria, casou segunda vez com Simão da Silveira, Provedor das Obras do Reino, de quem também não teve descendência.